# Mistress Music
Mistress Music – piętnasty album studyjny Burning Speara, jamajskiego wykonawcy muzyki reggae.
Płyta została wydana w roku 1988 przez amerykańską wytwórnię Slash Records. Nagrania zarejestrowane zostały w studiu Tuff Gong w Kingston. Ich produkcją zajął się sam wokalista we współpracy z Nelsonem Millerem. Spearowi akompaniowali muzycy sesyjni z założonej przez niego grupy The Burning Band.
W roku 2001 ukazała się reedycja albumu, wydana przez francuską wytwórnię M10 Records.

## Lista utworów
1. "Tell The Children"
2. "Leader"
3. "Woman I Love You"
4. "One Way"
5. "Negril"
6. "Mistress Music"
7. "Love Garvey"
8. "Tell Me Tell Me"
9. "Say You Are In Love"
10. "Fly Me To The Moon"

## Muzycy
- Lenford Richards - gitara
- Anthony Bradshaw - gitara rytmiczna
- Devon Bradshaw - gitara basowa
- Nelson Miller - perkusja
- Alvin Haughton - perkusja
- Michel Sauvage - fortepian
- Robert Lynn - keyboard
- Dean Fraser - saksofon
- Jennifer Hill - saksofon
- Pamela Fleming - trąbka
- Junior "Chico" Chin - trąbka
- Ronald "Nambo" Robinson - puzon
- Nilda Richards - puzon